# 733
Évszázadok: 7. század – 8. század – 9. század
Évtizedek: 680-as évek – 690-es évek – 700-as évek – 710-es évek – 720-as évek – 730-as évek – 740-es évek – 750-es évek – 760-as évek – 770-es évek – 780-as évek
Évek: 728 – 729 – 730 – 731 –  732 – 733 – 734 – 735 – 736 – 737 – 738

## Események

### Európa
- III. León bizánci császár az ikonoklasztáziát elítélő határozata miatt megfosztja III. Gergely pápát szicíliai és calabriai birtokaitól, valamint Illyricumot átteszi a pápa egyházi joghatósága alól a konstantinápolyi pátriárkáéba.
- Martell Károly frank majordomus megerősíti hatalmát Burgundiában és híveinek birtokokat oszt. Fríziában lázadás tör ki a frank uralom ellen, amelyet Károly lever.
- Liutprand longobárd király beavatkozik a beneventói örökösödési harcba: lemondatja mind a bitorló Audelaist, mind a kiskorú II. Gisulfot és saját unokaöccsét, Gregoriust ülteti a hercegi trónra.
- Aethelbald merciai király hadjáratot vezet Wessexbe és elfoglalja Somertont.
- Meghal Eochaid mac Echdach, Dál Riata királya. Utóda Muiredach mac Ainbcellaig.

### Omajjád Kalifátus
- A kalifa fia, Muávija ibn Hisám Kis-Ázsiába vezet hadjáratot és feldúlja Paphlagóniát.
- Abd al-Malik ibn Katn al-Fihrí andalúziai kormányzó az előző évi poitiers-i vereséget megtorlandó, átkel a Pireneusok keleti oldalán és feldúlja a baszkok területeit. Azok sikerrel szállnak szembe vele, de a kormányzónak sikerül visszatérnie al-Andaluszba.

## Születések
- Dzsunnin, japán császár
- Lu Jü, kínai tudós, irodalmár

## Halálozások
- Eochaid mac Echdach, Dál Riata királya
- Muhammad al-Bákir, síita imám
- Jamanoue no Okura, japán költő

## Fordítás
- Ez a szócikk részben vagy egészben  a(z)   733 című angol Wikipédia-szócikk ezen változatának fordításán alapul.  Az eredeti cikk szerkesztőit annak laptörténete sorolja fel. Ez a jelzés csupán a megfogalmazás eredetét és a szerzői jogokat jelzi, nem szolgál a cikkben szereplő információk forrásmegjelöléseként.